# Amplifikacja (biologia)
Amplifikacja – proces, podczas którego dochodzi do zwielokrotniania liczby lub zwiększania ilości. W biologii molekularnej najczęściej termin ten jest stosowany w odniesieniu do powielania (namnażania) DNA w genomie. Zachodzi pod wpływem różnych hormonów. Z uwagi na swoją wybiórczość, pozwala na powielenie określonych genów i syntezę dużej ilości ich produktów. Naturalna amplifikacja DNA jest ważnym mechanizmem regulacyjnym, zwiększającym liczbę kopii danego genu i tym samym – ilość jego produktu. Jest to proces o dużym znaczeniu ewolucyjnym, gdyż dzięki obecności wielu kopii tego samego genu jedna z nich może ulec zmianom.